# Desert Bus
Desert Bus – komputerowa gra symulacyjna powstała na konsolę Sega Mega-CD w 1995 roku. Jej oryginalnym producentem było studio Imagineering. Desert Bus był jedną z gier przewidzianych w planowanej  awangardowej składance pod tytułem Penn & Teller's Smoke and Mirrors, która nie została ostatecznie opublikowana. Zaprojektowany przez duet Penn & Teller projekt przyćmił jednak popularnością pozostałą zawartość składanki, doczekując się w 2011 roku portu na systemy operacyjne Android i iOS, stworzonego przez Amateur Pixels.
Desert Bus jest grą, w której gracz wciela się w kierowcę dalekobieżnego autobusu, pokonującego pustynną trasę z Tucson w Arizonie do Las Vegas w Nevadzie. Zadaniem gracza jest pokonanie prostej, pozbawionej zakrętów drogi w czasie rzeczywistym (osiem godzin ciągłej jazdy w jedną stronę). Wśród nielicznych uatrakcyjnień gry znajduje się częściowe ściemnienie nieba podczas kursów powrotnych oraz wada pojazdu, polegająca na niewielkim samoistnym skręcie w prawo, który trzeba korygować. Za każdy ukończony kurs gracz otrzymuje jeden punkt, natomiast wypadnięcie z trasy skutkuje przegraną i odwiezieniem autobusu do punktu naprawczego.
Desert Bus, mimo że w oryginalnej wersji nigdy się nie ukazał, został odkryty w 2007 roku dzięki kanadyjskiemu duetowi komików Graham Stark–Paul Saunders. Zorganizował on w listopadzie 2007 roku maraton Desert Bus for Hope, polegający na jak najdłuższym graniu w grę w celach charytatywnych. Desert Bus przez niektóre media nazywany jest najnudniejszą, a nawet najgorszą grą komputerową w historii  .